# Ruskin Bond
Ruskin Bond, né le 19 mai 1934 à Kasauli au Punjab (Inde), est un écrivain indien d'ascendance anglaise. Il a écrit plus de trois cents nouvelles, essais et romans.

## Biographie
Ruskin Bond, fils de Edith Clerke et Aubrey Bond, est né à Kasauli. Il a grandi à Dehradun et a été élevé par sa grand-mère.
Le premier roman qu'il a écrit, The Room on the Roof, a gagné le prix John-Llewellyn-Rhys en 1957. Il a travaillé quelques années comme journaliste à Delhi et à Dehradun. On lui a attribué le Padma Shri en 1999 et le Padma Bhushan en 2014. 
Il habite à Landour depuis 1964.

## Style littéraire
La plupart de ses œuvres sont influencées par sa vie près de l'Himalaya où il a grandi.
The Room On The Roof a été écrit quand il avait 17 ans et publié quand il en avait 21.
The Flight Of Pigeons a été adapté dans un film, Junoon, et The Room On the Roof a été adapté par la BBC dans une série télé[Laquelle ?]. 